# Szwoleżerowie

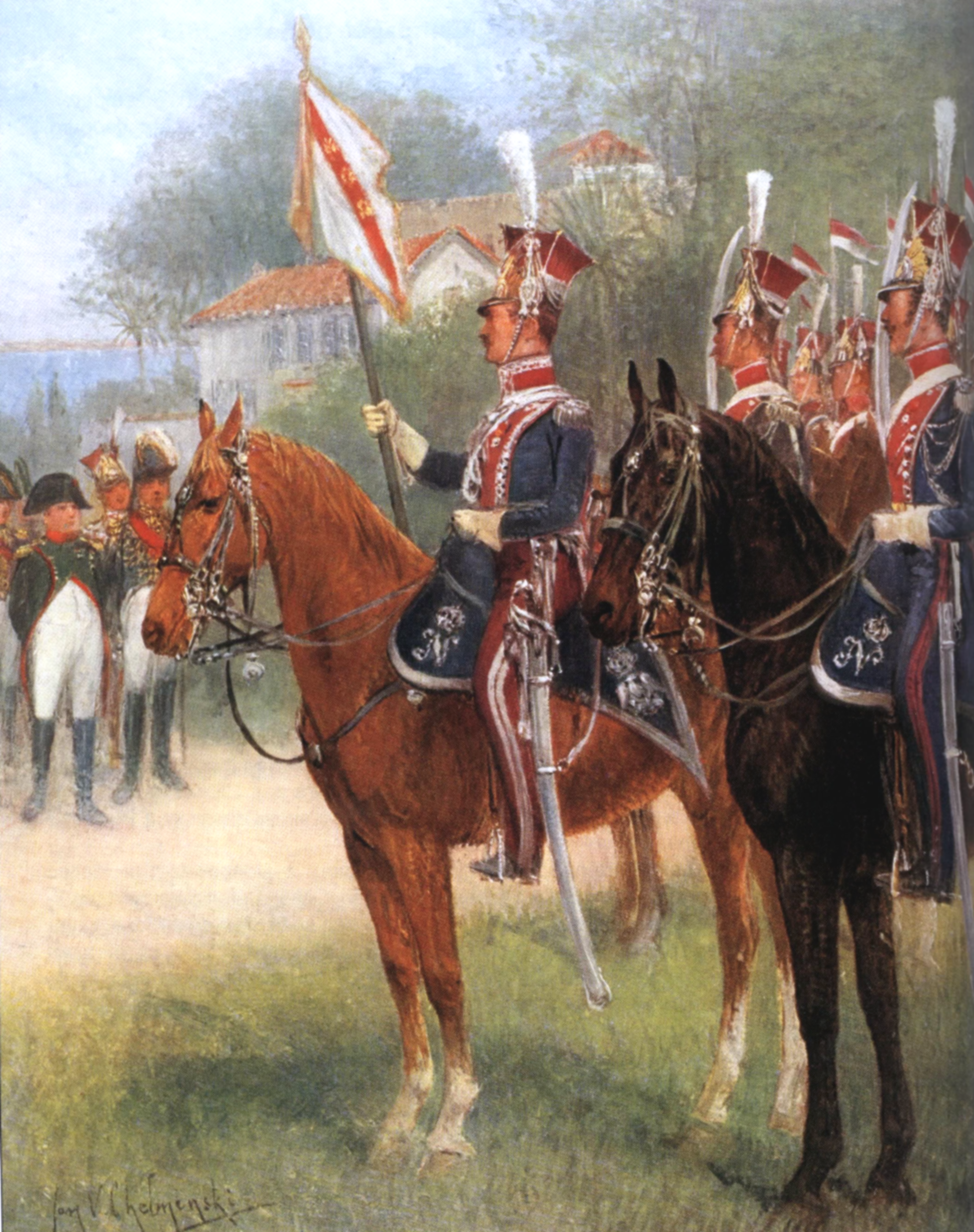
Szwoleżerowie 1 pułku szwoleżerów przed Napoleonem (mal. Jan Chełmiński)

Szwoleżerowie, lekkokonni (z fr. chevau-légers, od cheval – koń i léger – lekki) – formacja wojskowa lekkiej kawalerii. Jako pierwszy ten rodzaj wojska wyodrębnił Ludwik XII Walezjusz w 1498 roku.

## Polscy szwoleżerowie

### Szwoleżerowie Księstwa Warszawskiego
Szwoleżerowie jako rodzaj kawalerii pojawili się w dziejach oręża polskiego w okresie Księstwa Warszawskiego. Pierwszym oddziałem tej formacji był 1 pułk Szwoleżerów Gwardii, utworzony dekretem Napoleona I z 6 kwietnia 1807.
W czasie kampanii rosyjskiej 1812 utworzono drugi oddział tego rodzaju. Był to 3 pułk Szwoleżerów Gwardii. Upadek Napoleona w 1815 zakończył pierwszy okres istnienia oddziałów szwoleżerów w Wojsku Polskim.
Polscy szwoleżerowie odznaczyli się przede wszystkim w bitwie pod Somosierrą (1808). Dowodzili nimi wtedy kolejno: Jan Kozietulski, potem Jan Nepomucen Dziewanowski, a na koniec Andrzej Niegolewski.

### Szwoleżerowie w II Rzeczypospolitej
Szwoleżerowie w Armii Polskiej we Francji
4 czerwca 1917 został wydany dekret prezydenta Francji Raymond Poincaré o tworzeniu autonomicznej Armii Polskiej. Na jej czele stanął gen. Józef Haller.
W armii tej nie przewidywano organizowania oddzielnych oddziałów kawaleryjskich, formowano jedynie kawalerię dywizyjną.
W grudniu 1917 utworzono szwadron instrukcyjny szwoleżerów. Kolejnymi oddziałami były: 1 pułk szwoleżerów dla 1 i 2 Dywizji Strzelców Polskich, 3 pułk szwoleżerów dla 3 i 6 Dywizji Strzelców oraz dywizjon 4 pułku szwoleżerów przy 7 Dywizji Strzelców Polskich.
W 1919 oddziały szwoleżerów zostały przetransportowane z Francji do Polski. Po połączeniu z Wojskiem Polskim, szwoleżerów przemianowano na dragonów kresowych, a nieco później na strzelców konnych.
Szwoleżerowie Wojska Polskiego w Rosji
W tym samym czasie polska kawaleria odradzała się w Rosji. W styczniu 1918  został utworzony dywizjon Szwoleżerów Polskich por. Feliksa Jaworskiego. Będący w składzie III Korpusu Polskiego, w maju 1918 został przeorganizowany w pułk Szwoleżerów Polskich. Przestał istnieć w 1918 po rozbrojeniu III Korpusu przez wojska austriackie. 
Także przy 4 Dywizji Strzelców Polskich w Besarabii został sformowany kolejny samodzielny szwadron szwoleżerów. Po powrocie do kraju szwadron przemianowany został na 3 szwadron 2 pułku Dragonów Kresowych.
Pułki szwoleżerów odrodzonego Wojska Polskiego
Po odzyskaniu niepodległości powstał problem ustalenia numeracji i nazwy pułków jazdy. Tę samą numerację posiadały pułki wywodzące się z Legionów, z korpusów wschodnich, z Wojsk Wielkopolskich i z Armii gen. Hallera.
Rozkazem szefa Sztabu Generalnego Wojska Polskiego z 8 stycznia 1919 pułki legionowe ułanów  otrzymały nazwy pułków szwoleżerów. 
- 1 Pułk Szwoleżerów Józefa Piłsudskiego
- 2 Pułk Szwoleżerów Rokitniańskich
- 3 Pułk Szwoleżerów Mazowieckich im. płk. Jana Kozietulskiego

## Francuscy szwoleżerowie
- 1 Pułk Szwoleżerów-Lansjerów Gwardii Cesarskiej
- 2 Pułk Szwoleżerów-Lansjerów Gwardii Cesarskiej
- 7 Pułk Szwoleżerów-Lansjerów Wielkiej Armii
- 8 Pułk Szwoleżerów-Lansjerów Wielkiej Armii